# 贞元 (金朝)
貞元（1153年三月—1156年正月）是金海陵王的第二个年号。海陵王使用貞元这个年号一共4年。

## 改元
天德五年（1153年）三月二十六日，下詔改元貞元。
貞元四年（1156年）二月一日（癸酉朔日；西曆2月23日），改元正隆，大赦。

## 大事记
- 貞元元年（1153年），

天德五年（1153年），金主完顏亮海陵王到達燕京，下詔正式遷都自上京到燕京。改燕京為中都大興府，汴京為南京，中京為北京於香山、玉泉山設置金山行宮。

## 纪年
| 貞元 | 元年   | 二年   | 三年   | 四年   |
| ---- | ------ | ------ | ------ | ------ |
| 公元 | 1153年 | 1154年 | 1155年 | 1156年 |
| 干支 | 癸酉   | 甲戌   | 乙亥   | 丙子   |

## 其他政权同期使用的年号
- 中國
  - 紹興（1131年正月至1162年十二月）：宋—宋高宗趙構之年號
  - 紹興（1151年至1163年）：西遼—仁宗耶律夷列之年號
  - 天盛（1149年正月至1169年十二月）：西夏—夏仁宗李仁孝之年號
  - 大寳（1149年－1156年）：大理—段正興之年號
  - 龍興（1157年－1161年）：大理—段正興之年號
- 越南
  - 大定（1140年－1162年）：李朝—李天祚之年號
- 日本
  - 仁平（1151年－1154年）：近衛天皇之年號
  - 久壽（1154年－1156年）：近衛天皇之年號

## 深入閱讀
- 李崇智. . 北京: 中華書局. 2004年12月. ISBN 7101025129.
- 鄧洪波. . 臺北: 國立臺灣大學東亞經典與文化研究計劃. 2005年3月  [2022-01-03]. ISBN 9789860005189. （原始内容 (pdf)存档于2007-08-25）.

## 参看
- 中國年號索引
- 其他政權使用的貞元年號

| 前一年號： 天德 | 金朝年号 | 下一年號： 正隆 |